# Pollenia advena
Pollenia advena är en tvåvingeart som beskrevs av Dear 1986. Pollenia advena ingår i släktet vindsflugor, och familjen spyflugor. Inga underarter finns listade i Catalogue of Life.